# 585 Bilkis
585 Bilkis је астероид главног астероидног појаса са пречником од приближно 58,09 .
Афел астероида је на удаљености од 2,744 астрономских јединица (АЈ) од Сунца, а перихел на 2,118 АЈ.
Ексцентрицитет орбите износи 0,128, инклинација (нагиб) орбите у односу на раван еклиптике 7,558 степени, а орбитални период износи 1385,088 дана (3,792 године).
Апсолутна магнитуда астероида је 10,40 а геометријски албедо 0,036.
Астероид је откривен 16. фебруара 1906. године.